# Per Christensen
 Ikke at forveksle med Per Christiansen.
Per Christensen (født 16. juni 1957 i Aalborg) er en dansk fagforeningsleder, der fra september 2013 til 25. januar 2022 var forbundsformand for Fagligt Fælles Forbund (3F).
Efter endt uddannelse som tømrer, fik Per Christensen job på Aalborg Portland. Her blev han efter fem års ansættelse valgt som tillidsmand for kollegaerne. Derefter blev han valgt som næstformand i Cementarbejdernes Fagforening i Aalborg, inden han i 1995 kom til SiDs hovedkontor som juridisk sekretær. I 2004 blev han valgt til forbundssekretær.
Den 17. september 2013 blev han på 3Fs kongres i Aalborg Kongres & Kultur Center valgt som ny forbundsformand, hvor han afløste Poul Erik Skov Christensen. Per Christensen blev valgt uden modkandidat.
Efter historier i pressen om Per Christensens privatliv og om tildeling af en lejlighed ejet af Arbejdernes Landsbank, hvori 3F er største aktionær og Per Christensen bestyrelsesformand, oplyste Christensen og 3F i januar 2022, at Christensen stoppede som formand for 3F med øjeblikkelig virkning.